# Feldflieger-Abteilung 23
Feldflieger-Abteilung Nr. 23 – FFA 23 jednostka obserwacyjna i rozpoznawcza lotnictwa niemieckiego Luftstreitkräfte z początkowego okresu I wojny światowej.

## Informacje ogólne
W momencie wybuchu I wojny światowej z dniem 1 sierpnia 1914 roku została utworzona we Fliegerersatz Abteilung Nr. 6 i weszła w skład większej jednostki 3 Kompanii Batalionu Lotniczego Nr 1 we Döberitz.
11 stycznia 1917 roku jednostka została przeformowana i zmieniona we Fliegerabteilung 23 – (FA 23).
W jednostce służyli m.in. Rudolph Berthold późniejszy dowódca Jagdgeschwader 2, Alfred Lenz dowódca Jagdstaffel 22, Hans Joachim Buddecke, Ernst von Althaus, Joseph Veltjens, Kurt Wintgens, Wilhelm Frankl, Hermann Vallendor, Paul Wenzel.

## Dowódcy eskadry
| Stopień | Nazwisko                    | Okres                            |
| ------- | --------------------------- | -------------------------------- |
|         | Otto Vogel von Falckenstein | sierpień 1914 – 10 stycznia 1915 |
|         | Carl Seber                  | styczeń 1915 – maj 1915          |
|         | Hermann Palmer              | maj 1915 – styczeń 1916          |